# Grójec (województwo wielkopolskie)
Grójec – wieś w Polsce położona w województwie wielkopolskim, w powiecie średzkim, w gminie Środa Wielkopolska.
Miejscowość leży przy lokalnej drodze do Czarnego Piątkowa, nieopodal drogi wojewódzkiej nr 259.
Pod koniec XIX wieku Grójec liczył 8 dymów (domostw) i 75 mieszkańców, wszyscy wyznania katolickiego. W latach 1975–1998 miejscowość administracyjnie należała do województwa poznańskiego. Na początku XXI wieku we wsi mieszkało 65 osób.